# Quagga
Das Quagga (Equus quagga quagga) ist eine ausgestorbene Zebra-Form. Sie gilt als südliche Unterart des Steppenzebras (Equus quagga), die sich – verglichen mit anderen Zebraformen – durch eine weitestgehende Reduktion der Bestreifung an Rumpf und Beinen auszeichnet. Das Quagga wurde Ende des 19. Jahrhunderts vom Menschen ausgerottet. Im August 1883 starb das letzte Tier im Zoo Amsterdam.

## Merkmale
Die ursprüngliche Beschreibung des Quaggas nannte das Tier eine „Mischform aus Pferd und Zebra“, was die äußere Erscheinung gut wiedergibt, aber nicht die tatsächlichen Verwandtschaftsverhältnisse widerspiegelt. Kräftig schwarz-weiß gestreift waren lediglich Kopf und Hals. Zum Rumpf hin wurden die Streifen blasser und verschmolzen zu einem einfarbigen Rotbraun. Es gab aber auch Tiere mit einer deutlichen Streifenbildung bis zum hinteren Teil des Körpers. Die Beine waren nicht gestreift. Es wurde bis zu 1,30 Meter groß (Stockmaß).

## Verbreitung und Aussterben

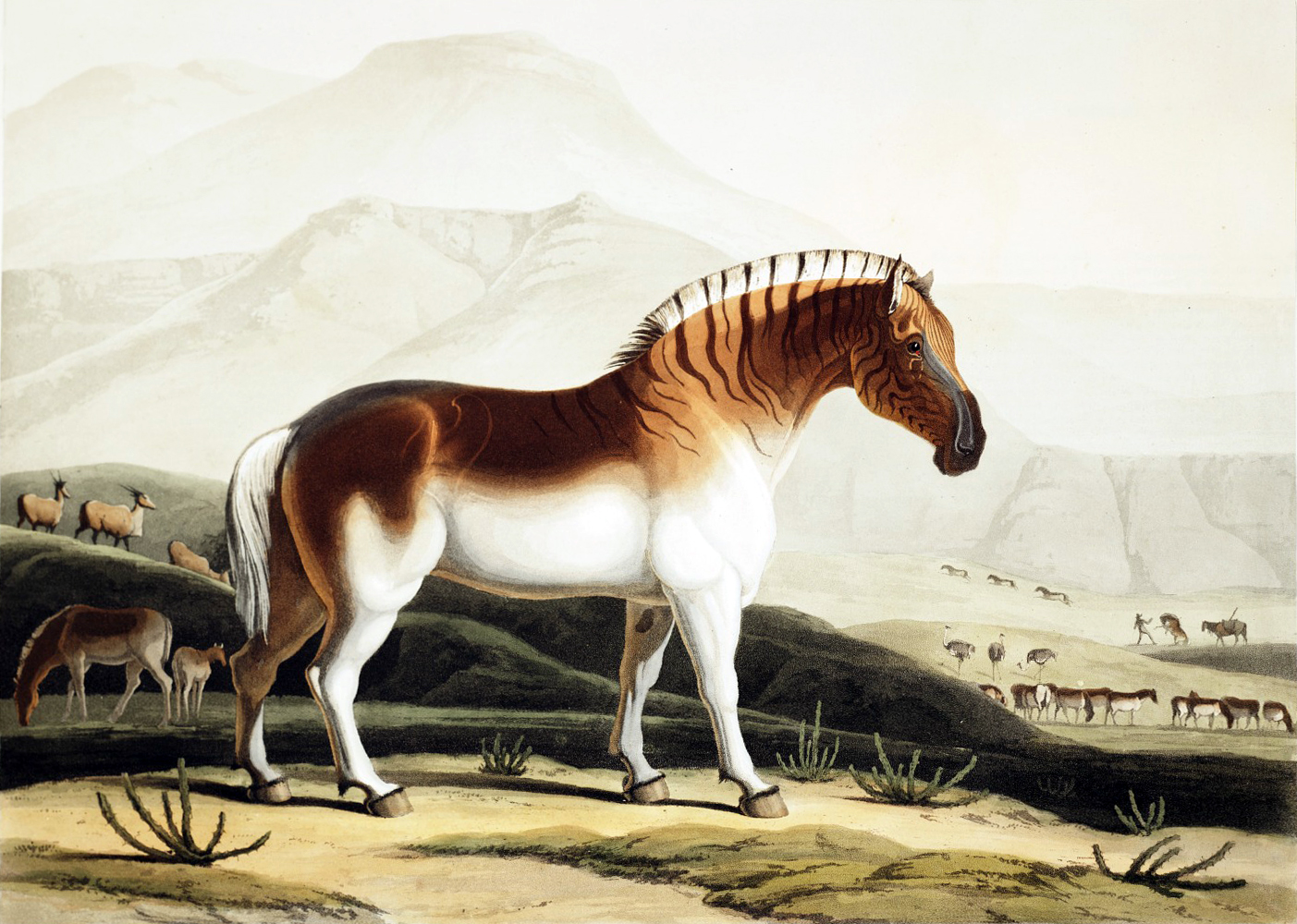
Quagga aus Samuel Daniells African scenery and animals (1804)

Das Quagga war in Südafrika weit verbreitet und soll bis ins 17. Jahrhundert einer der häufigsten Großsäuger gewesen sein. Dann begann die exzessive Jagd, bei der Tausende von Quaggas geschossen wurden. Farmer betrachteten die Wildtiere als Nahrungskonkurrenten ihrer Rinder, die Tiere wurden aber auch wegen des Fleisches und des Leders gejagt. Südafrika galt zudem unter Mitgliedern der finanziell gutgestellten Oberschicht als Jagdparadies, wodurch sehr viele Tiere aus „sportlichen“ Motiven getötet wurden.
Um 1850 war das Quagga südlich des Oranje ausgestorben. Die verbliebenen wilden Quaggapopulationen grasten im Oranje-Freistaat, doch auch diese Bestände wurden ausgerottet. Das letzte wilde Quagga wurde schätzungsweise in den späten 1870ern geschossen: Nach der Dürre von 1877, der kleinere Restpopulationen zum Opfer fielen, galt das wildlebende Quagga als ausgestorben. Das letzte Tier in Gefangenschaft starb am 12. August 1883 im Artis-Zoo in Amsterdam.
Allerdings berichtet der deutsche Schutztruppenoffizier Victor Franke in seinen Tagebuchaufzeichnungen 1901 noch von kleineren Quaggaherden, die er im damaligen Deutsch-Südwestafrika beobachtet haben will. Franke schreibt an mehreren Stellen, dass er es nicht über sich brächte, auf die „wunderschönen und herrlichen“ Quaggas zu schießen.
Das Quagga bewohnte die trockeneren Grasland-Gebiete in Südafrika. Die nördliche Verbreitungsgrenze scheinen der Oranje, im Osten des Vaal gewesen zu sein, als Südgrenze wird der Great Kei River vermutet.

## Systematische Stellung
Die systematische Stellung des Quaggas war und ist umstritten. Die Lehrmeinung, das Quagga als Unterart einzustufen, wurde durch genetische Untersuchungen an Museumsmaterial in den 1980er Jahren gestützt. Die vor allem im angelsächsischen Raum verbreitete Lehrmeinung, das Quagga als eigene Art einzustufen, stützen die genetischen Daten nicht, jedoch werden sie aufgrund der beschränkten Datenbasis von Befürwortern des Artstatus für das Quagga sehr kritisch betrachtet.
Schon in den 1960er Jahren wurde es gelegentlich als Unterart des Steppenzebras eingeordnet. Aber 1980 versuchte sich Debra K. Bennett an einer Analyse der Schädelform und kam zu dem Schluss, dass das Quagga mit dem Hauspferd wesentlich näher verwandt sein müsse als mit jeder Zebra-Art.
Um die Frage endgültig zu klären, wurden 1984 vier alten Museumsexemplaren Gewebeproben entnommen, aus denen DNA-Fragmente extrahiert werden konnten. Diese waren mit Proben des Steppenzebras nahezu identisch, so dass der Schluss gezogen wurde, das Quagga sei eine Unterart des Steppenzebras gewesen.
Dieser Schluss ist allerdings immer noch nicht gänzlich unumstritten. So kritisieren Mace A. Hack, Rod East und Dan I. Rubenstein in ihrer Analyse für die IUCN ursprünglich (Status and Action Plan for the Plains Zebra), dass eine genetische Analyse auf Basis so fragmentarischer Proben kaum aussagekräftig sei und dass dem Quagga wegen seiner farblichen und formlichen Andersartigkeit der Status einer eigenen Art eingeräumt werden müsse. Untersuchungen aus dem Jahr 2004 ergaben aber auch unter morphologischen und anatomischen Gesichtspunkten eine Stellung des Quaggas als Unterart des Steppenzebras, so dass dies auch heute von der IUCN anerkannt wird.
In einer neueren Studie von Jennifer Leonhard (Smithsonian Institution) an Genmaterial von acht Museums-Exponaten wurde darauf geschlossen, dass sich das Quagga vor etwa 120.000 bis 290.000 Jahren vom Steppenzebra abgezweigt habe. Da in dieser Zeit die Eisbedeckung der Erde besonders hoch war, erörtert die Wissenschaftlerin, dass ein Klimawechsel die Ursache für diese Aufzweigung gewesen sein könnte.

## Abbildzüchtung

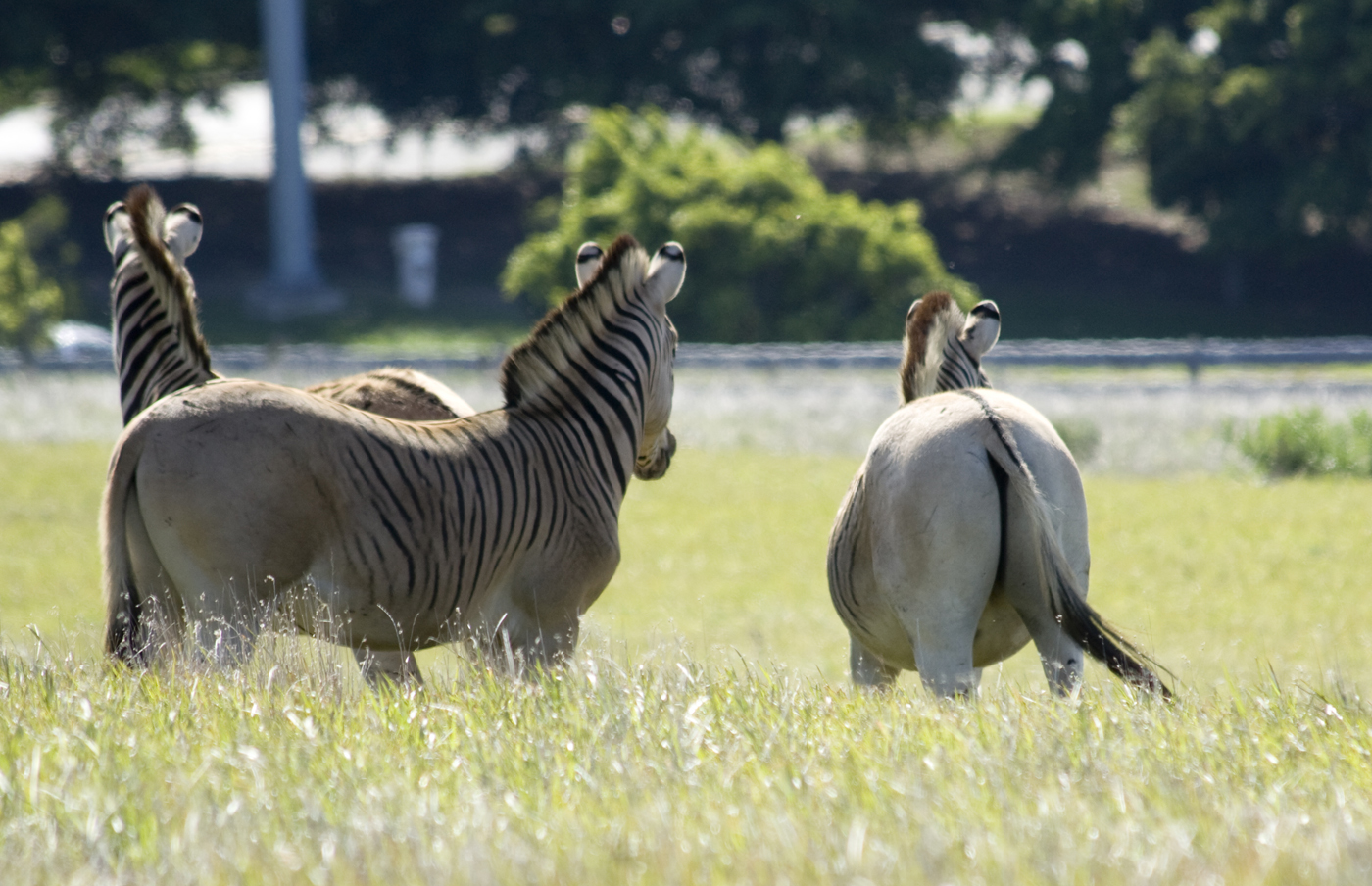
Tiere aus dem Quagga Project

Mehrere genetische Untersuchungen bestätigten die nahe Verwandtschaft mit dem Steppenzebra, die 1984 veröffentlichten DNA-Analysen waren darüber hinaus Anlass, ein Abbildzüchtungsprojekt des Quaggas aus südlichen Steppenzebras zu starten. Vor allem einzelne Vertreter der südlichen Unterart des Steppenzebras (E.q. burchelli) zeigen eine deutliche Reduktion der Streifen, was an das Quagga erinnert. Mittlerweile wird in dem von Präparator Reinhold Eugen Rau (1932–2006) 1986 initiierten Quagga Project versucht, durch selektive Zucht eine Steppenzebra-Zuchtlinie aufzubauen, die äußerlich an die Quaggas erinnert. Mehrere Exemplare ab der dritten Generation zeigen mittlerweile bereits eine erhebliche Streifenreduktion. Ziel des Projekts ist ein Tier, das dem Quagga sehr ähnlich sieht und möglicherweise in den einstigen Lebensräumen ausgewildert werden kann.

## Museen und Sammlungen

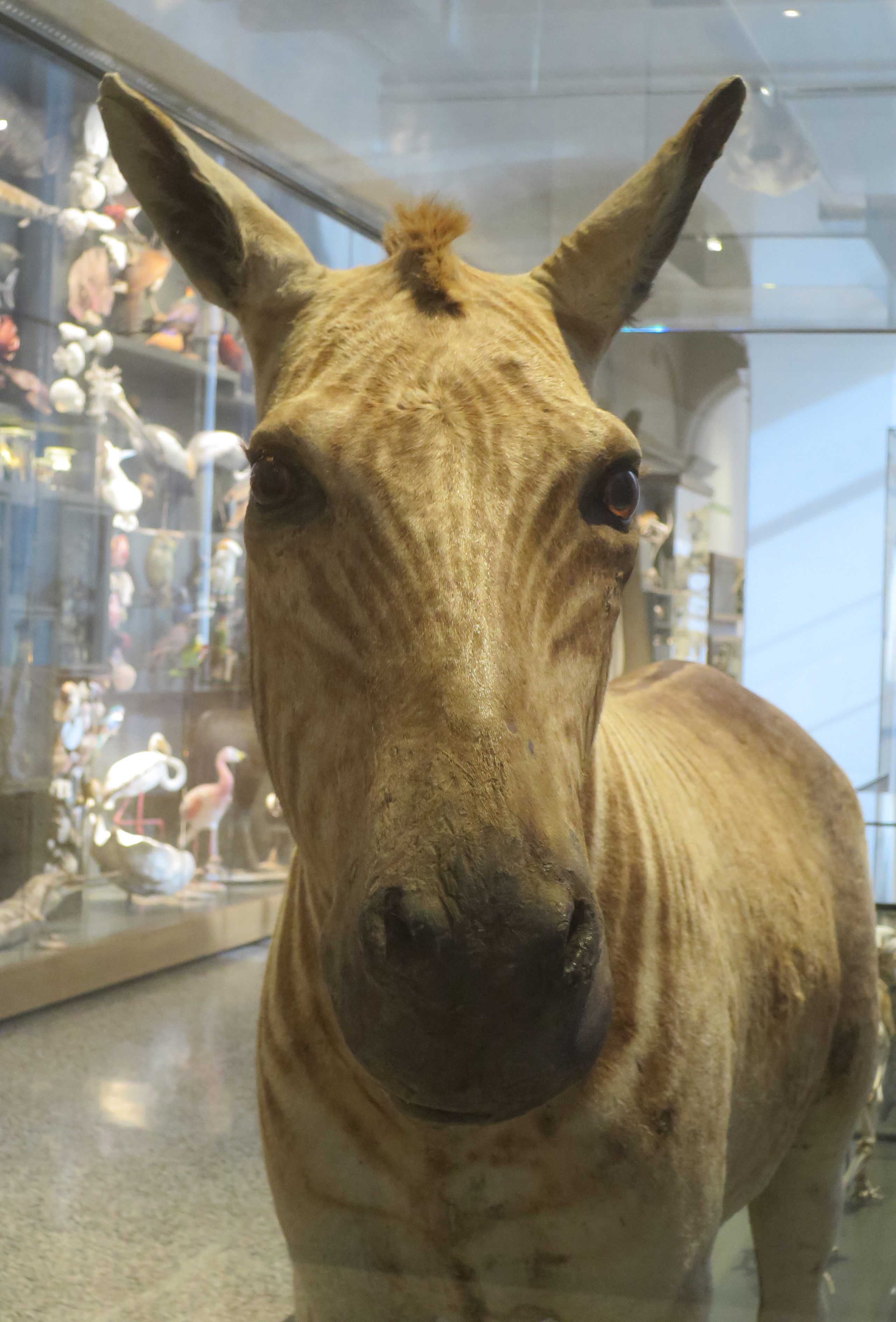
Quagga im Hessischen Landesmuseum Darmstadt

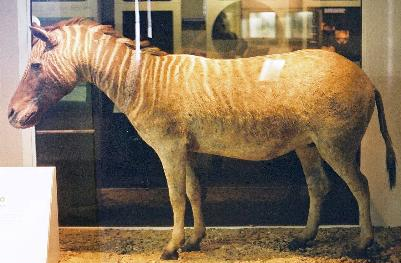
Quagga im Naturhistorischen Museum in London

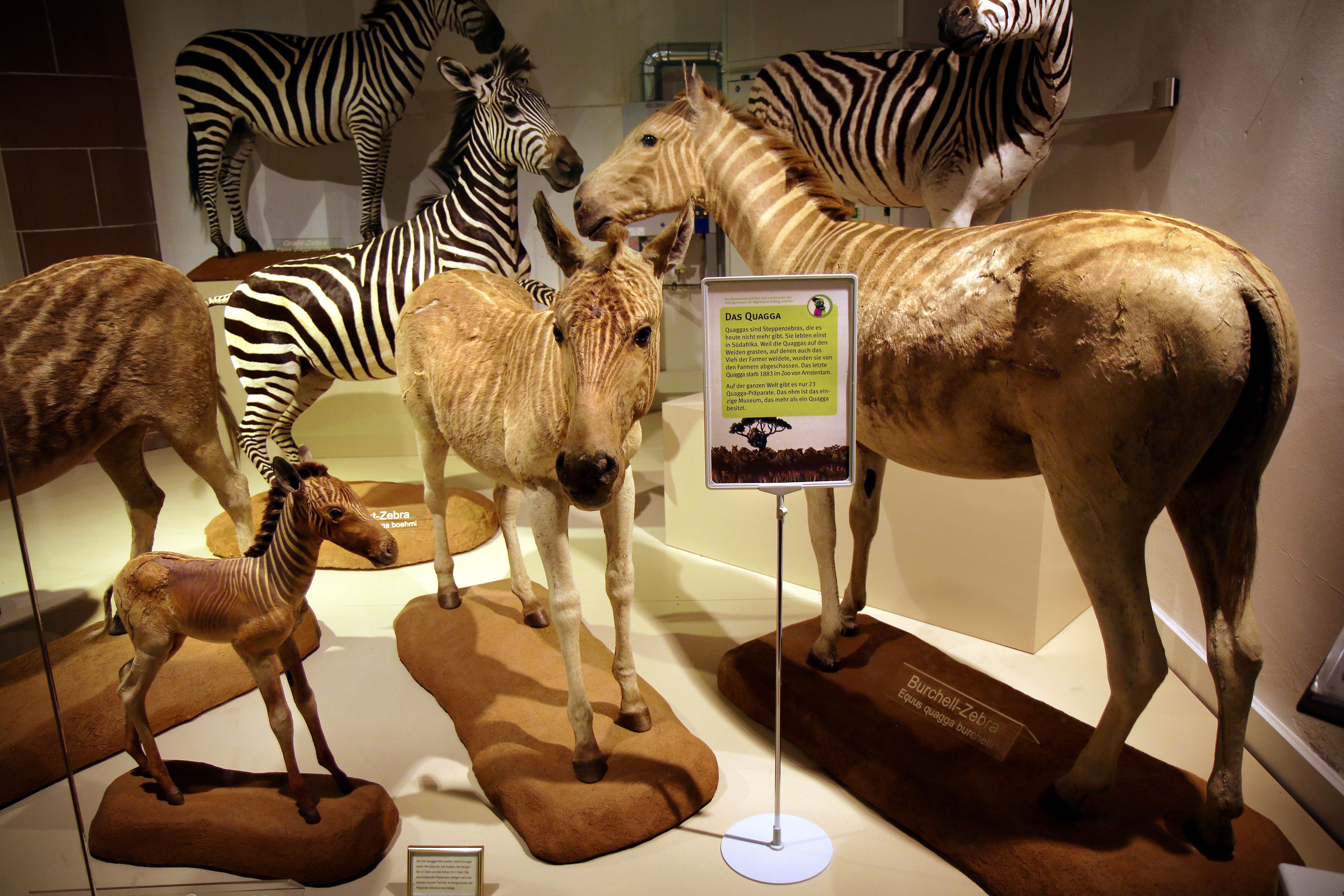
Quaggas, darunter ein Jungtier, und Zebras im Naturhistorischen Museum Mainz

Weltweit sind nur 23 Quagga-Präparate erhalten. Die Präparate befinden sich in Museen, der größte Teil in deutschen Museen und deren wissenschaftlichen Sammlungen:
Deutschland
- Naturkunde-Museum Bamberg 1 Exemplar
- Museum für Naturkunde Berlin 1 Exemplar
- Hessisches Landesmuseum Darmstadt 1 Exemplar
- Senckenberg Naturmuseum (Frankfurt) 1 Exemplar
- Naturhistorisches Museum Mainz 3 Exemplare, darunter 1 Fohlen (+ 1 Holotypus Burchell-Zebra, der später als eigentliches Quagga identifiziert wurde)[9]
- Museum Mensch und Natur München 1 Exemplar
- Museum Wiesbaden, Naturwissenschaftliche Sammlung 1 Exemplar

Übriges Europa
- Zoölogisch Museum Amsterdam 1 Exemplar (Präparat des letzten, 1883 verendeten Exemplars)
- Naturhistorisches Museum Basel 1 Exemplar
- Royal Museum in Edinburgh 1 Exemplar (Präparat des einzigen Exemplars, das jemals lebendig fotografiert wurde. Es verstarb 1872 im Londoner Zoo)
- Natural History Museum in London 1 Exemplar
- Naturhistorisches Museum Wien 1 Exemplar
- Naturhistoriska riksmuséet Stockholm 1 Exemplar

## Etymologie
Der Name „Quagga“ wurde einer Sprache der Khoikhoi entlehnt. Das Doppel-G wurde ursprünglich als kehliges ch ausgesprochen, was heute noch im Afrikaans, jedoch meist nicht mehr in anderen Sprachen getan wird. Angeblich leitet sich der kehlige Laut vom Ruf des Quaggas ab. Da es aber keine Tonaufzeichnungen der Stimmen der Tiere gibt, ist dies heute nicht mehr nachzuvollziehen.